# بولينا كوروبينيكوفا
بولينا أليكساندروفنا كوروبينيكوفا (الروسية: Полина Александровна Коробейникова ؛ من مواليد 12 أبريل 1996) لاعبة تزلج على الجليد روسية. هي بطلة كأس نيس لعام 2012 وحاملة الميداليات البرونزية في سباق الجائزة الكبرى للناشئين 2011-2012. لقد احتلت المركز الرابع في بطولة أوروبا 2012.

## روابط خارجية
- بولينا كوروبينيكوفا على موقع الاتحاد الدولي للتزلج (الإنجليزية)
- بولينا كوروبينيكوفا في الاتحاد الدولي للتزلج
- Polina Korobeynikova[وصلة مكسورة] at sport-folio.net
- Fanpage www.polinafan.de